# Органічне землеробство

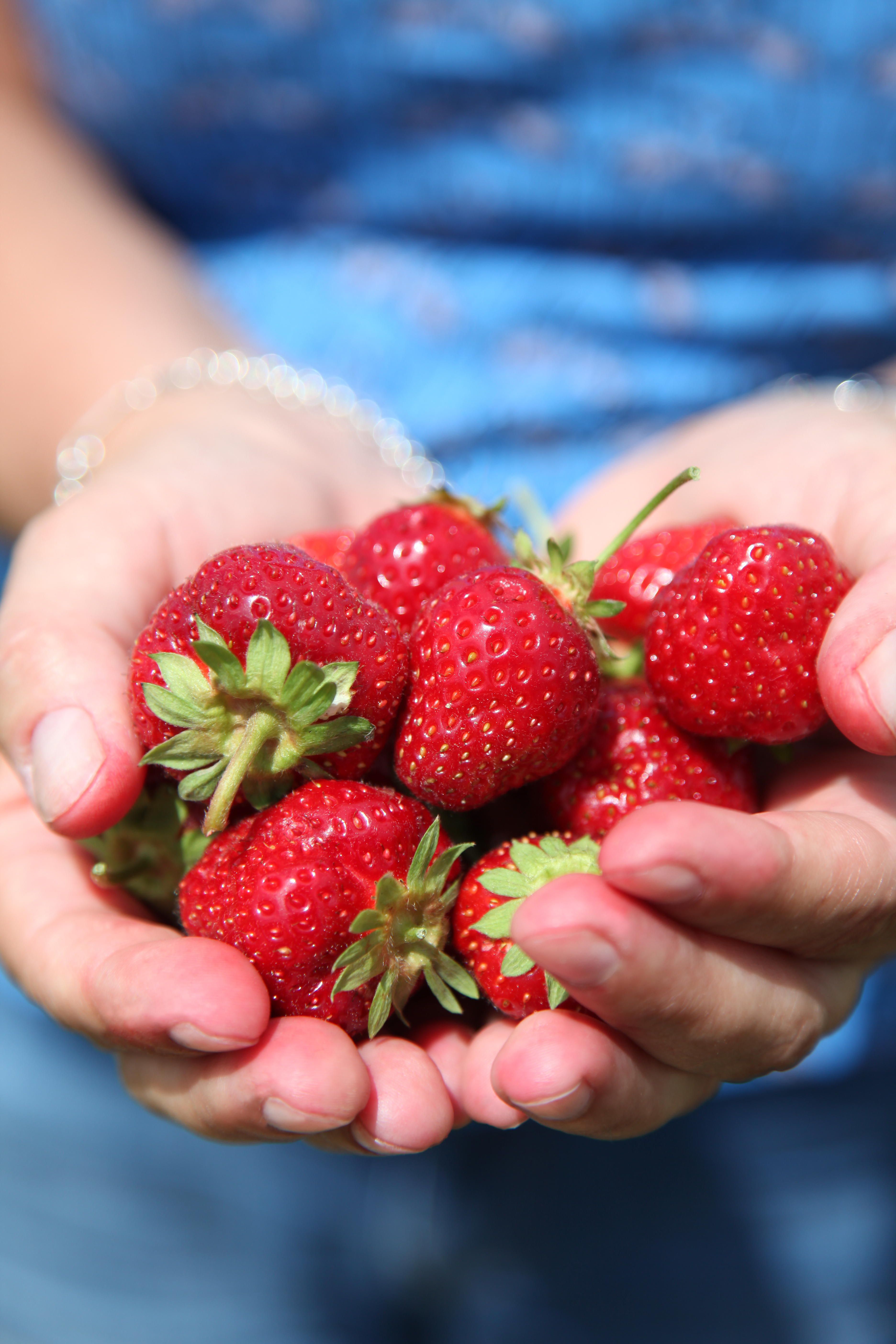
Свіжозібрана органічна полуниця

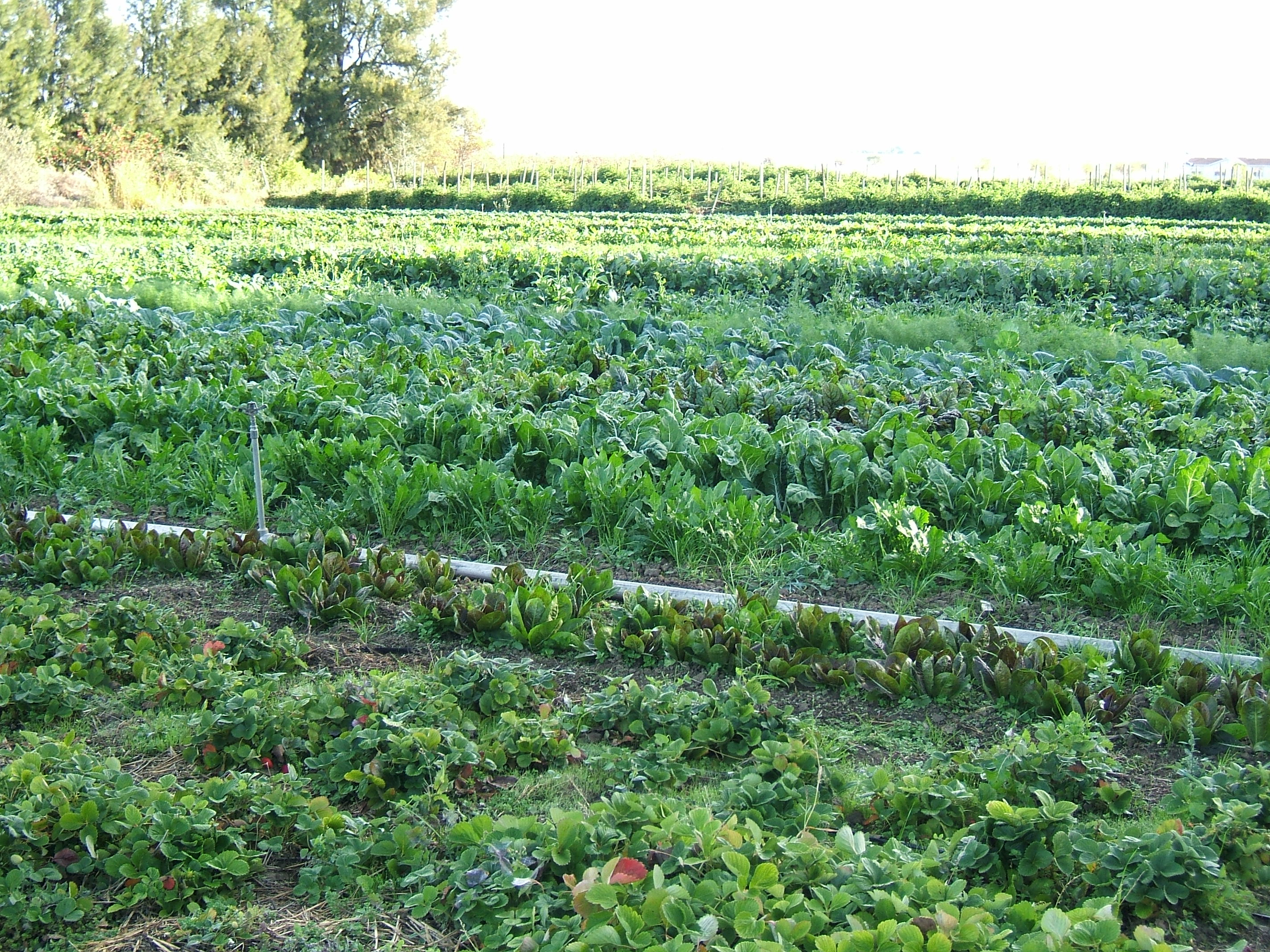
Органічне овочівництво

Органічне землеробство — це галузь органічного сільського господарства, яка надає пріоритет екологічній рівновазі, біорізноманіттю та здоров’ю екосистем і споживачів. 
Органічне землеробство виключає використання синтетичних засобів захисту рослин, хімічних добрив, генетично модифікованих організмів (ГМО) і штучних добавок, результатом чого є виробництво органічної сільськогосподарської продукції.

## Історія
Хоча принципи та методи органічного землеробства використовувались з часів зародження сільського господарства, як окрема галузь органічне землеробство бере свій початок на початку XX століття, як відповідь на зростаюче використання хімічних добрив та пестицидів у сільському господарстві. Піонерами цього руху були такі діячі, як сер Альберт Говард, Рудольф Штайнер, Леді Ів Бальфур та Семен Свиридонович Антонець, які використовували методи, що базуються на природних процесах та екологічній рівновазі.
Герой України Семен Свиридонович Антонець був видатним українським аграрієм, який протягом 50 років впроваджував унікальну систему органічного землеробства, засновану на природному відтворенні родючості ґрунту. Він заснував ПП "Агроекологія", яке стало найбільшим в Україні та Європі підприємством, що повністю працює за органічними технологіями. Система Антонця базується на створенні агроекосистем, максимально наближених до природних. Його діяльність спростувала міф про невигідність органічного землеробства, демонструючи високі врожаї та якість продукції без використання хімічних речовин.
З плином часу органічне землеробство розвивалося, формуючи чіткі стандарти та сертифікаційні системи, які гарантують відповідність певним екологічним та етичним критеріям.

## Принципи
Органічне землеробство є одним із секторів органічного виробництва, які об'єднуються спільними принципами щодо екологічного, натурального і стійкого виробництва продукції.
Принципи органічного землеробства ґрунтуються на екологічній рівновазі, збереженні природних ресурсів і добробуті рослин, екосистем та споживачів, і в багатьох принципах перегукуються зі сталим сільським господарством, пермакультурою, відновлювальним землеробством, агроекологією тощо.

### Здоров'я та родючість ґрунту

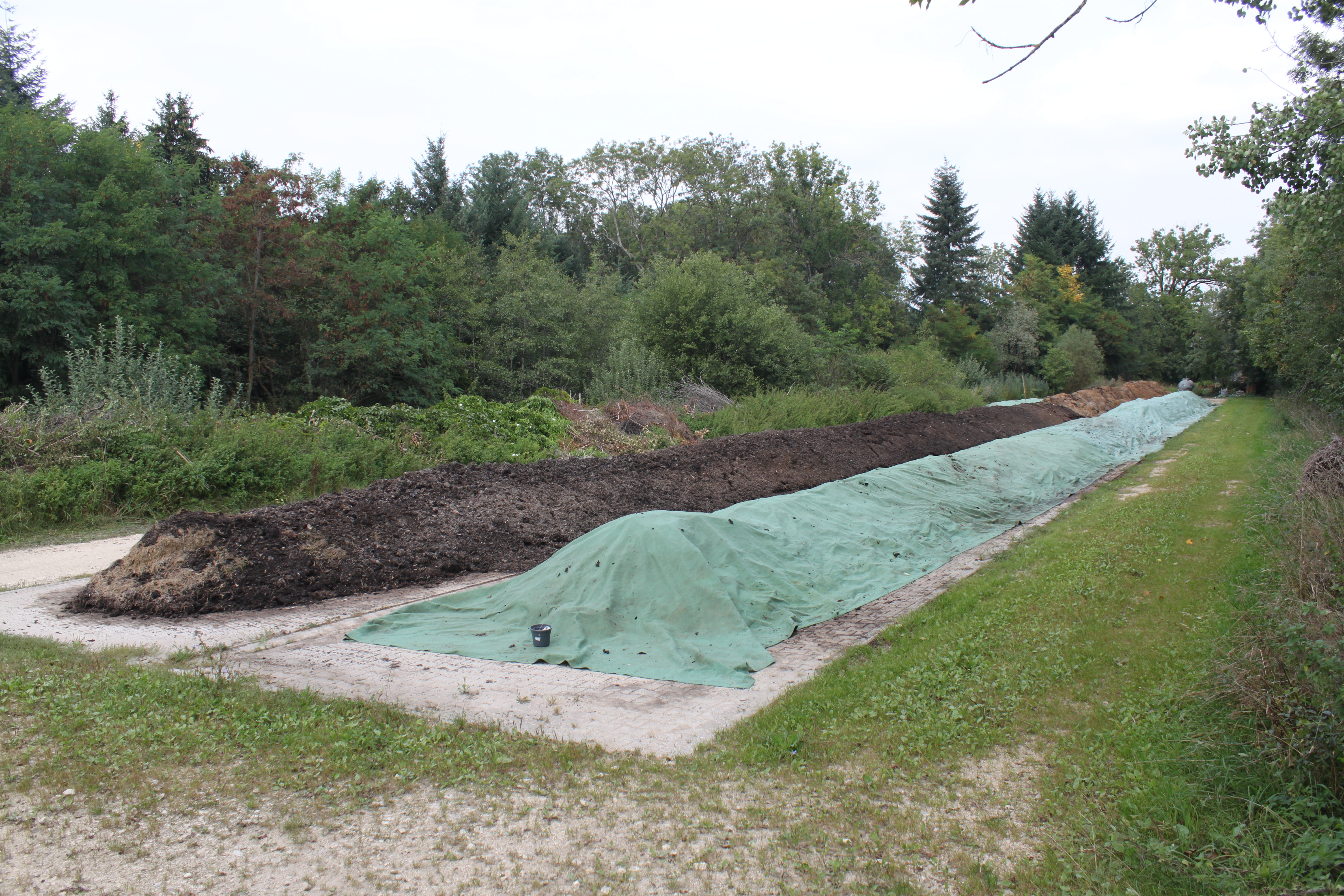
Компостування

Органічне землеробство підтримує і покращує здоров'я та родючість ґрунту завдяки сівозмінам, компостуванню та органічним добривам, біочару, сидератам, біодобривам й арбускулярним мікоризам та іншим методам.
Ці методи природним чином поповнюють поживні речовини ґрунту, покращують здоров'я та різноманіття мікробіому ґрунту, підвищуючи довгострокову продуктивність.

### Екологічна рівновага
Органічні системи сприяють природному контролю над шкідниками та боротьбі з бур’янами за допомогою біологічних методів, таких як природні хижаки та мульчування, мінімізуючи використання шкідливих синтетичних хімікатів і підтримуючи здоров’я екосистеми.
Суміщення різних типів культур може покращити кругообіг поживних речовин, зменшити тиск шкідників і хвороб, а також підвищити врожайність і родючість ґрунту. Наприклад, супутнє садіння кукурудзи і бобових. Бобові рослини фіксують азот у ґрунті, що сприяє його поживному складу, тоді як кукурудза забезпечує тінь, що зменшує випаровування води та запобігає ерозії.
Рослини-супутники, рослини, що відлякують шкідників та корисні бур'яни також застосовуються в органічному землеробстві.

### Біорізноманіття

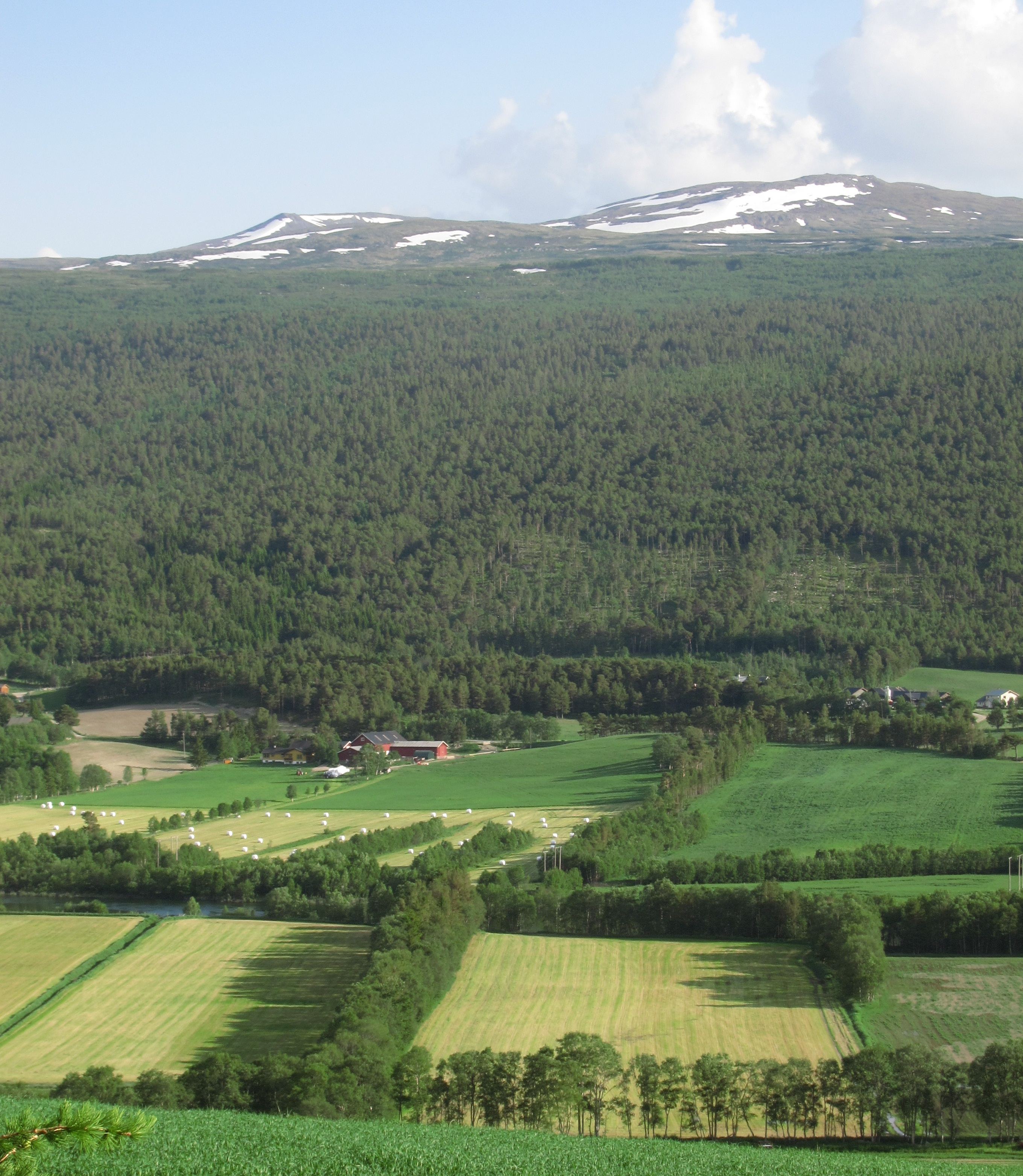
Лісосмуги захищають поля від вітряної ерозії верхнього шару ґрунту, покращують мікроклімат агробіоценозів, допомагають утворювати стабільні екосистеми та зменшують забруднення.

Полікультури, проміжні культури, ґрунтозахисне землеробство та агролісомеліорація збільшують біорізноманіття, створюючи стійкі системи, які зменшують спалахи шкідників і хвороб, покращують якість ґрунту та сприяють екологічній рівновазі.

### Використання природних ресурсів
Органічне землеробство уникає синтетичних хімікатів і ГМО, покладаючись на природні добрива (компост, гній) і біологічні або ботанічні засоби боротьби зі шкідниками, як-от олія німу, для забезпечення сталого здоров’я врожаю.

### Сталість і управління ресурсами
Органічні ферми використовують ефективне використання ресурсів, таких як крапельне зрошування та переробка відходів, чим і зменшують відходи та негативний вплив на довкілля, і покращують стійкість ферм та врожайність.

## Технології та методи
Органічне землеробство зосереджується на вирощуванні фруктів, овочів і зернових природними методами, без використання використання синтетичних засобів захисту рослин, хімічних добрив. Натомість використовуються:
- органічні добрива[5], сівозміни, ґрунтозахисне землеробство, біодобрива[6][7], біочар[8], арбускулярні мікоризи[9] для покращення здоров'я та родючості ґрунту;
- інтегрований захист рослин для боротьби зі шкідниками[10] та хворобами;
- сільськогосподарська робототехніка для видалення бур'янів[11][12] лезами та лазерами, без використання гербіцидів, тощо.

## Переваги
Вважається, що найефективнішою ґрунтозахисною технологією є органічна система землеробства, яка дозволяє досягти збільшення виробництва сільськогосподарських культур, відновити та покращити якість ґрунту. Це пов’язано з тим, що при розкладанні органічна речовина поступово вивільняє макро- та мікроелементи в ґрунт, які стають доступними для рослин протягом усього періоду росту, сприяючи більшому засвоєнню поживних речовин і покращуючи властивості ґрунту.
За іншими оцінками, при органічному землеробстві врожайність культур є трохи нижчою і може сягати 90-100% від врожайності інтенсивного землеробства; але значно покращується здоров'я та родючість ґрунту, та значно зменшуються витрати.
16-річне дослідження застосування органічного землеробства показало значне підвищення середнього вмісту загального органічного вуглецю, загального азоту, розчиненого органічного вуглецю та розчиненого органічного азоту. Зразки ґрунту показали значно вищу активність дегідрогенази та лужної фосфатази, а також вміст легко екстрагованого гломалін-спорідненого ґрунтового білка, покращення балансу органічної речовини ґрунту та значення рН, збільшення рівня гумусу, порівняно з неорганічною системою обробітку. Методи органічного землеробства змінюють спільноту ґрунтових бактерій, покращуючи якість ґрунту та врожайність навіть за умови посухи. Результати показують зміни у спільноті ґрунтових бактерій, серед яких найпоширенішими типами були Acidobacteria, Firmicutes, Nitrospirae та Rokubacteria, які пов’язані з підвищенням врожайності. Також, за органічної системи землеробства зберігається вологість ґрунту у середньому більш ніж на 28–32% порівняно з ґрунтом, який перебуває під інтенсивним землеробством. Коефіцієнт структурності ґрунту у шарі 0–10 см при органічному землеробстві дорівнював 9,9, що практично вдвічі вище у порівнянні з інтенсивною системою – 4,62; а коефіцієнт водостійкості структурних агрегатів теж майже а 2 рази вищий – 10 проти 5,2.
Окрім того, органічне землеробство сприяє зменшенню викидів парникових газів.